# Wereldkampioenschappen jiujitsu 2012
De Wereldkampioenschappen jiujitsu 2012 waren door de Ju-Jitsu International Federation (JJIF) georganiseerde kampioenschappen voor jiujitsuka's. De elfde editie van de wereldkampioenschappen vond plaats van 30 november tot 2 december 2012 in het Oostenrijkse Wenen.

## Uitslagen

### Fighting system

#### Heren
| Gewichtsklasse | Goud             | Zilver          | Brons            | Brons                   |
| -------------- | ---------------- | --------------- | ---------------- | ----------------------- |
| –56 kg         | Peter Morgner    | Oliver Haider   | Igor Filippov    | Andrea Ventimiglia      |
| –62 kg         | Farid Benali     | Javier García   | Pavel Korzhavykh | Tileukabyl Amanturliyev |
| –69 kg         | Dmitry Beshenets | Giovanni Vitale | Mathias Willard  | Sébastien Marty         |
| –77 kg         | Percy Kunsa      | Fredrik Widgren | Danny Mathiasen  | Ilya Borok              |
| –85 kg         | Aleksey Ivanov   | Ruslan Batsazov | Wout Vringer     | Salim Salmanov          |
| –94 kg         | Lazar Kuburović  | Benjamin Lah    | Mohsen Hamidi    | Gertjan Hofland         |
| +94 kg         | Vincent Parisi   | Simon Roiger    | Mojtaba Akbari   | Dejan Vukčević          |

#### Dames
| Gewichtsklasse | Goud               | Zilver            | Brons              | Brons             |
| -------------- | ------------------ | ----------------- | ------------------ | ----------------- |
| –49 kg         | Agnieszka Bergier  | Laura Vejlgaard   | Annabelle Reydy    | Anastasia Tonelli |
| –55 kg         | Mandy Sonnemann    | Martyna Bierońska | Jessica Scricciolo | Anna Knutsen      |
| –62 kg         | Carina Neupert     | Séverine Nébié    | Sara Widgren       | Claudia Behnke    |
| –70 kg         | Aleksandra Ivanova | Emilia Maćkowiak  | Manuela Lukas      | Lindsay Wyatt     |
| +70 kg         | Cathérine Jacques  | Romy Korn         | Alla Paderina      | Sabina Predovnik  |

### Duo system
| Categorie | Goud                                | Zilver                            | Brons                            | Brons                          |
| --------- | ----------------------------------- | --------------------------------- | -------------------------------- | ------------------------------ |
| Heren     | Dries Beyer Raphael Rochner         | Ruben Assmann Marnix Bunnik       | Nikolaus Bichler Sebastian Vosta | Enrique Sánchez Alberto Yagüe  |
| Dames     | Mirnesa Bećirović Mirneta Bećirović | Frauke Kühni Kerstin Obernosterer | Alexandra Erni Antonia Erni      | Vera Bichler Andrea Gruber     |
| Gemengd   | Tom Ismer Dominika Zagorski         | Michele Vallieri Sara Paganini    | Yazid Dalaa Wendy Driesen        | Ruben Assmann Saskia Boomgaard |

### Ne Waza

#### Heren
| Gewichtsklasse | Goud             | Zilver           | Brons              | Brons               |
| -------------- | ---------------- | ---------------- | ------------------ | ------------------- |
| –70 kg         | Remus Corbei     | Fedor Serov      | Emmanuel Cousin    | Marcel Leteri       |
| –85 kg         | Dan Schon        | Sébastien Lecocq | Roy Pariente       | Fabricio Nascimento |
| +85 kg         | Camil Moldoveanu | Marcelo Coppa    | Aleksey Veselovzor | Christos Kelletzian |

#### Dames
| Gewichtsklasse | Goud           | Zilver           | Brons             | Brons           |
| -------------- | -------------- | ---------------- | ----------------- | --------------- |
| –58 kg         | Océane Talvard | Anaïs Chauvel    | Martyna Bierońska | Sarah Abdesslem |
| –70 kg         | Anna Polok     | Emilia Maćkowiak | Corinne Beaumont  | Olga Usoltseva  |

1994 ·
1996 ·
1998 ·
2000 ·
2002 ·
2004 ·
2006 ·
2008 ·
2010 ·
2011 ·
2012 ·
2014 ·
2015 ·
2016 ·
2017 ·
2018 ·
2019 ·
2021 ·
2022